# 小喬

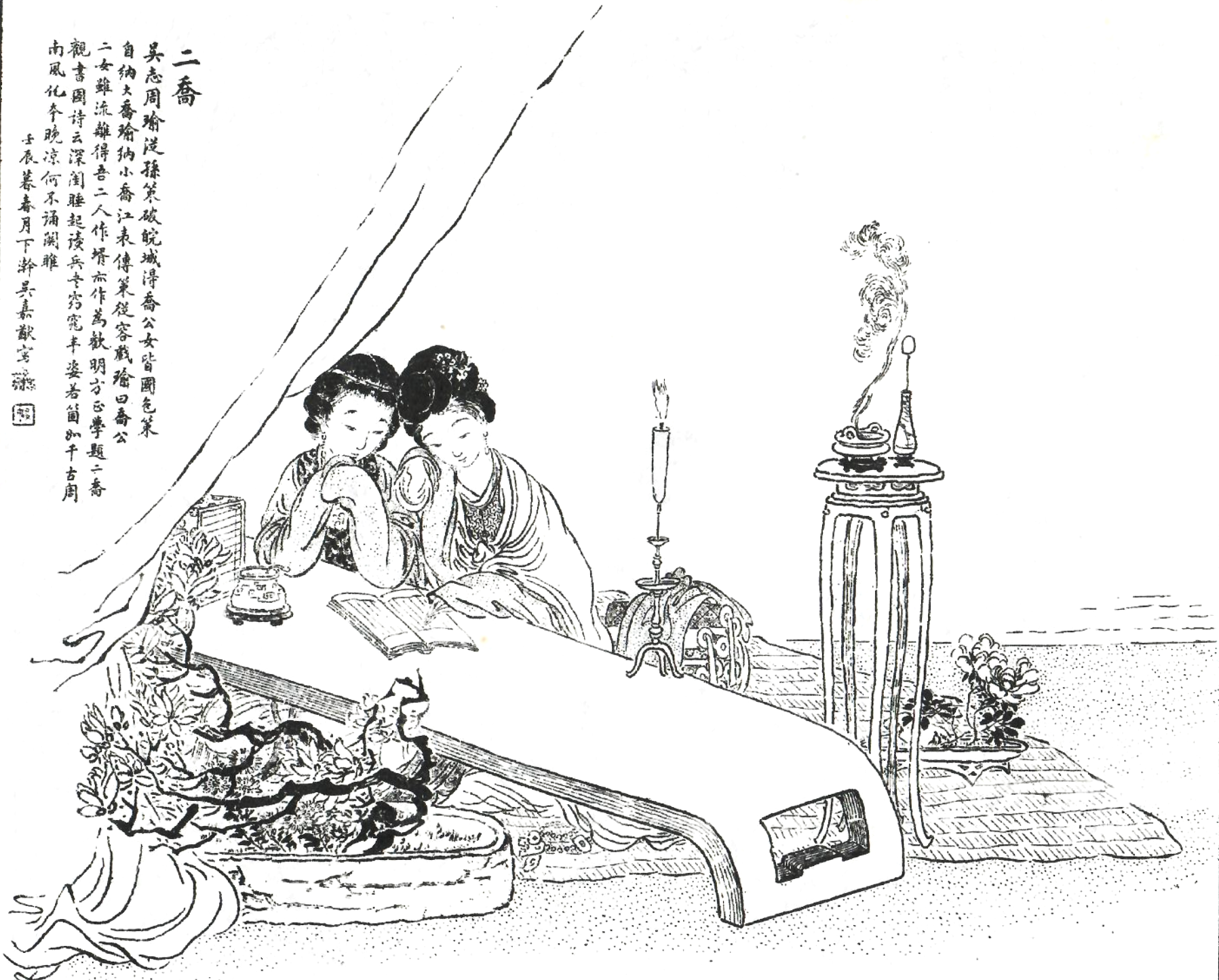
二喬（『古今百美図』）

小喬（しょうきょう、Xiǎo Qiáo、生没年不詳）は、中国後漢末期の女性。喬公（橋公）の娘。姉は大喬。周瑜の妻妾。

## 概要
『三国志』「呉志」 周瑜伝に記述がある。
199年12月、姉と共に皖城を占領した孫策軍の捕虜となり、周瑜の妻妾の一人に加えられた。裴注の『江表伝』には、孫策が小橋を娶った周瑜に「喬公のふたりの娘は故郷を失うことになったが、われわれを婿にすることができたのだから満足だろう」と言ったという。婚姻直後に姉や袁術・劉勲の妻子らと共に呉郡へ送致された。その後の動静は記載されていない。周瑜との間に子がいたかも不明である。

## 演義、その他
小説『三国志演義』においては、いわゆる「毛宗崗本」など一部の版本において姓を「喬」に改められ、小喬と称される。「沈魚落雁閉月羞花」ほどの絶世の美女とされており、二人合わせて、江東の二喬と呼ばれたことになっている。妻となった経緯は語られていない。孫策の死後、夫と一緒に孫権を補佐している。赤壁の戦いでは、曹操が二喬を奪おうとしていることを諸葛亮からほのめかされた周瑜が、これに激怒して開戦を決意したことにされている。夫の死後、諸葛亮の哀悼文では、似合いの夫婦を賛美する。
清時代の『百美新詠図伝』によると、中国歴朝で最も名高い美人百人に選ばれている。
唐の杜牧の詩『赤壁』という詞では「東風不與周郎便、銅雀春深鎖二喬（当時周瑜は東風の助けがなかったら、二喬は銅雀台に入っていた）」と詠まれ、二喬の名に触れている。また、北宋の詩人の蘇軾の『念奴嬌』（小題「赤壁懐古」）という詞では「遙想公瑾当年、小喬初嫁了、雄姿英発、羽扇綸巾、談笑間、檣櫓灰飛煙滅（遙かに想ふ公瑾（周瑜の字）の当年、小喬初めて嫁した。周瑜の雄姿は凛凛として、羽扇綸巾。周瑜が談笑の間の短い時間で、敵艦隊を灰と煙にした）」と詠われている。
『庸庵筆記』では、聡明で優しい美女の一人として名が挙がる。
京劇『鳳凰二喬』では喬婉（きょうえん）という名で登場する。

## 小喬が登場する作品
映画
- 『レッドクリフ』二部作（2008年、中国・香港・台湾・日本・韓国合作、演：林志玲〈リン・チーリン〉）
- 『新解釈・三國志』（2020年、日本、演：山本美月）

漫画
- 『蒼天航路』（1994～2005年、日本、第244話「凜なる琴の夜」）